# Théorie de la faible excitation
La théorie de la faible excitation est une théorie selon laquelle les individus recherchent l'autostimulation par une activité intense afin de transcender leur état d'alerte anormalement faible. Un faible état d'excitation se concrétise par l'incapacité ou la difficulté à maintenir l'attention sur toute tâche dont la stimulation ou le sentiment de nouveauté diminue.
Un individu ayant un faible niveau d'état d'excitation réagit moins aux stimuli qu'une personne n'en ayant pas. Cet individu, selon Hare (1970) est « dans un état chronique de besoin de stimulus. » Selon Mawson et Mawson (1977), l'individu a besoin de plus « d'entrées sensorielles » pour se sentir normale.

## Causes
Les chercheurs ne sont pas certains de la cause d'un faible niveau d'excitation émotionnelle. Ils ont proposé trois théories qui pourraient expliquer la faiblesse de cette excitation. La première théorie souligne que l'excitation émotionnelle est hautement génétique[réf. nécessaire].  Deuxièmement, certains avec une faible excitation émotionnelle présentent une sous-excitation de l'axe hypothalamo-hypophyso-surrénalien (HPA).  L'axe HPA est responsable de la réponse de l'organisme au stress. Des études ont montré qu'un stimulus insuffisant de l'axe HPA entraîne une réduction de la sécrétion d'épinéphrine (adrénaline) et de cortisol. Ces deux hormones sont à la base de la réponse physiologique à une menace. Troisièmement, une faible excitation émotionnelle entraîne souvent une hypoactivité de l'amygdale, qui fait partie du système limbique et est responsable du traitement et de la régulation des émotions.